# علی بنوعزیزی
علی بنوعزیزی (متولد ۱۳۲۵) (به انگلیسی: Ali Banuazizi) استاد پژوهشی علوم سیاسی در بوستون کالج است.

## زندگی و آثار
بنوعزیز مدرک لیسانس خود را در سال ۱۹۶۳ از دانشگاه میشیگان، مدرک فوق لیسانس خود را در سال ۱۹۶۵ از مدرسه جدید تحقیقات اجتماعی در نیویورک و مدرک دکترای خود را در سال ۱۹۶۸ از دانشگاه ییل دریافت کرد.

## آثار منتخب

### به فارسی
- دربارهٔ سیاست و فرهنگ: علی بنوعزیزی در گفت‌وگو با شاهرخ مسکوب، علی بنوعزیزی و شاهرخ مسکوب، تهران: فرهنگ جاوید، ۱۴۰۰

### به انگلیسی
- The New geopolitics of Central Asia and its borderlands. Internet Archive. Bloomington: Indiana University Press. 1994. ISBN 978-0-253-31139-9.{{cite book}}:  نگهداری CS1: سایر موارد (link)[۲][۳]

#### ویراست‌ها
- Weiner, Myron; Banuazizi, Ali (1994). The Politics of social transformation in Afghanistan, Iran, and Pakistan. Internet Archive. Syracuse, N.Y. : Syracuse University Press. ISBN 978-0-8156-2608-4.[۴][۵]
- The State, religion, and ethnic politics: Afghanistan, Iran, and Pakistan. Internet Archive. [Syracuse, N.Y.]: Syracuse University Press. 1986. ISBN 978-0-8156-2385-4.{{cite book}}:  نگهداری CS1: سایر موارد (link)[۶]
- Banuazizi, Ali (1984). Social stratification in the Middle East and North Africa: a bibliographic survey. Internet Archive. London ; New York: Mansell. ISBN 978-0-7201-1711-0.[۷]

#### سایر
- Miskūb, Shāhrukh; Perry, John R.; Banuazizi, Ali (1992). Iranian nationality and the Persian language. Internet Archive. Washington, D.C. : Mage Publishers. ISBN 978-0-934211-21-5.[۸][۹]